# انگن، بادن-وورتمبرگ
شهر انگن، بادن-وورتمبرگ در ایالت بادن-وورتمبرگ در کشور آلمان واقع شده است.

## نگارخانه

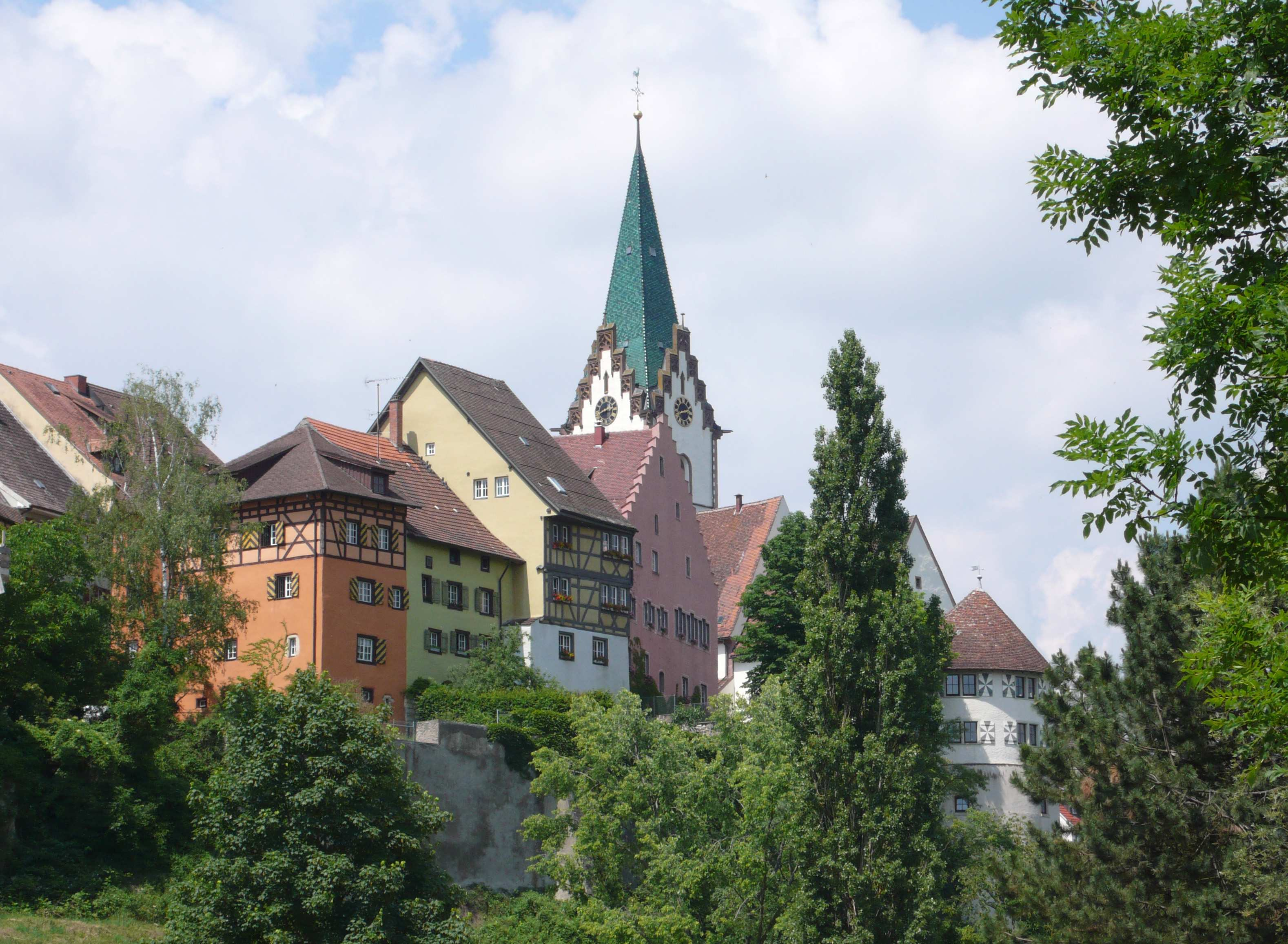
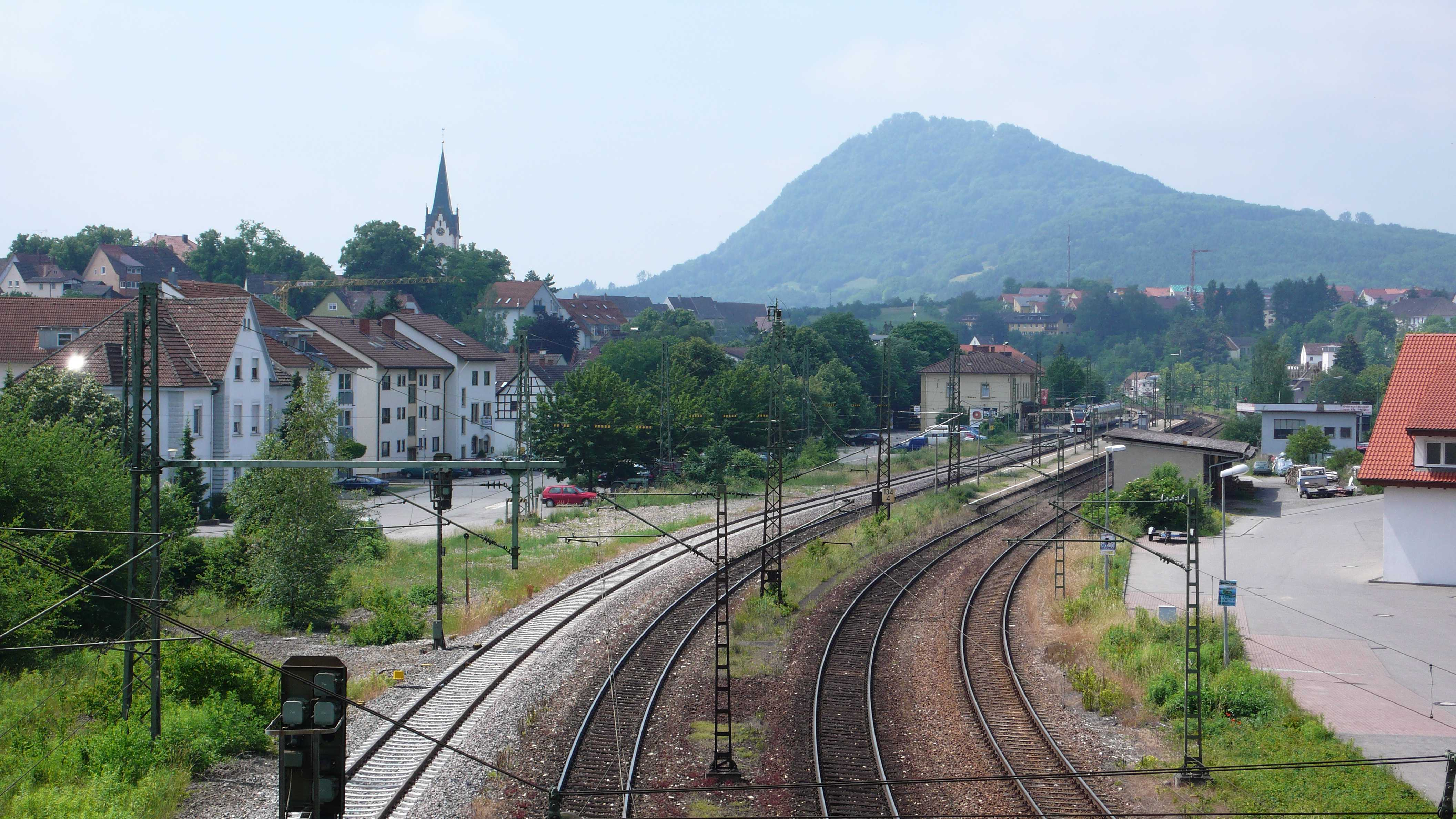